# George Gordon, 2. Marquess of Aberdeen and Temair
George Gordon, 2. Marquess of Aberdeen and Temair KStJ OBE JP (* 20. Januar 1879 am Grosvenor Square, Mayfair, London; † 6. Januar 1965) war ein britischer Peer und Politiker.

## Leben

### Herkunft, Studium und politisches Engagement im London County Council
Gordon war der älteste Sohn von John Hamilton-Gordon, 7. Earl of Aberdeen, ab 1916 1. Marquess of Aberdeen and Temair, der unter anderem von 1893 bis 1898 Generalgouverneur von Kanada und für wenige Monate im Jahr 1886 und später von 1905 bis 1915 Vizekönig von Irland war. Seine Mutter Ishbel Maria Marjoribanks war eine Tochter von Dudley Marjoribanks, der von 1853 bis 1881 den Wahlkreis Berwickshire als Abgeordneter im House of Commons vertrat und seit 1881 als 1. Baron Tweedmouth ebenfalls Mitglied des House of Lords war.
Als Heir apparent seines Vaters führte Gordon seit Geburt den Höflichkeitstitel Lord Haddo und ab 1916 den Höflichkeitstitel Earl of Haddo. Nach dem Besuch der Harrow School, eine der bekanntesten Public Schools, absolvierte er ein Studium an der University of St Andrews sowie am Balliol College der University of Oxford.
1910 begann er seine politische Laufbahn, als er zum Mitglied des London County Council (LCC) gewählt wurde, und dort bis 1925 den Wahlkreis Peckham Division vertrat. Während dieser Zeit fungierte er auch als Friedensrichter (Justice of the Peace) von Aberdeenshire und wurde 1920 auch als Officer des Order of the British Empire (OBE) ausgezeichnet. 1925 wurde er Beigeordneter (Alderman) des London County Council und bekleidete dieses Amt bis 1931, ehe er zuletzt zwischen 1931 und 1934 den Wahlkreis Fulham Division im London County Council vertrat.

### Oberhausmitglied
Mit dem Tod seines Vaters John Hamilton-Gordon am 7. März 1934 erbte er dessen Adelstitel als 2. Marquess of Aberdeen and Temair nebst den nachgeordneten Titeln 8. Earl of Aberdeen, 2. Earl of Haddo, 8. Viscount of Formartine, 5. Viscount Gordon, 8. Lord Haddo, Methlic, Tarves and Kellie und 10. Baronet, of Haddo. Damit verbunden war auch die Mitgliedschaft im House of Lords.
Daneben fungierte er von 1934 als Nachfolger seines Vaters bis zu seiner Ablösung durch Sir Ian Forbes-Leith, 2. Baronet 1959 als Lord Lieutenant von Aberdeenshire und folglich als Vertreter des britischen Monarchen in dieser Verwaltungsgrafschaft. Außerdem war er von 1934 bis 1937 Vorsitzender des Rates der Gesellschaft der Wohltätigkeitsorganisationen (Charity Organisations Society). Der Marquess of Aberdeen and Temair, der 1949 Knight of Justice des Order of Saint John (KStJ) wurde, fungierte zwischen 1951 und 1957 als Prior des Order of Saint John von Schottland. 1954 verlieh ihm die University of Aberdeen einen Ehrendoktor der Rechtswissenschaften.
Er war zwei Mal verheiratet. In erster Ehe heiratete er am 6. August 1906 Mary Florence Clixby sowie am 21. Dezember 1940 Anna Orrok Stronach Sheila Foster Forbes. Da beide Ehen jedoch kinderlos blieben, erbte nach seinem Tod am 6. Januar 1965 sein jüngerer, damals aber auch schon 82-jähriger Bruder Lord Dudley Gordon seine Adelstitel als 3. Marquess of Aberdeen and Temair sowie der Mitgliedschaft im House of Lords.